# Смерть Сократа (Шевченко)
Смерть Сократа (укр. Смерть Сократа) — рисунок Тараса Шевченко, выполненный им в 1837 году в Санкт-Петербурге. Один из рисунков на историческую тематику, созданных во время обучения у художника Василия Ширяева. Считается наиболее совершенным из всех рисунков Шевченко, созданных в этот период. На рисунке изображён осуждённый на смерть Сократ в тюрьме, держащий в руке чашу с ядом. Он обращается с речью к своим ученикам. Исследователи отмечали в рисунке Шевченко мастерскую работу со светом и уверенность в рисовке и группировке фигур.
Рисунок был подарен художником Василию Жуковскому и долгое время хранился в частных коллекциях в Европе, а затем в Пушкинском Доме в Ленинграде. В 1930 году передан в Институт Тараса Шевченко, затем хранился в различных украинских учреждениях, пока в 1948 году не вошёл в состав фондов Государственного музея Тараса Шевченко. Начиная с 1930 года, рисунок неоднократно экспонировался на различных выставках.

## История рисунка
Рисунок был создан Тарасом Шевченко в 1837 году в Санкт-Петербурге, во время учёбы у художника Василия Ширяева. Последний учил своих учеников не только технике интерьерной росписи, но и рисовать работы на античную и мифологическую тематику в академическом стиле. Во время обучения у Ширяева Шевченко создал ряд «сложных многофигурных композиций» на античную тематику, «значительно более совершенным» из которых считается рисунок Сократа. По другой версии, Шевченко создал рисунок во время обучения на классах Общества поощрения художников.
Вместе с несколькими другими работами 1835—1837 годов, рисунок был подарен художником своему товарищу, поэту Василию Жуковскому. Последний в 1841 году покинул Российскую империю и вывез рисунки в Европу. После смерти Жуковского его сын Павел передал часть родительской коллекции, вместе с рисунком Сократа, коллекционеру Александру Онегину, который завещал своё собрание Российской академии наук. С 1928 года рисунок вошёл в фонды Пушкинского Дома, через два года его передали в Институт Тараса Шевченко в Харькове. Затем последовательно хранился в Галерее картин Тараса Шевченко (1932) и Центральном музее Тараса Шевченко (1940). После реорганизации музея, в 1948 году, рисунок хранится в Государственном музее Тараса Шевченко (с 1991 года Национальный музей Тараса Шевченко) под инвентарным номером г-316. Состояние удовлетворительное.
Рисунок выполнен тушью и раскрашен акварельными красками на листе бумаги размерами 24,5 × 32,3 сантиметра. В его левом нижнем углу есть авторская надпись, сделанная тушью: 1837. Шевченко. Он впервые упоминается в издании «Пушкинский дом. Выставка собраний А. Ф. Онегина» (1930). Хотя ещё в изданном в 1886 году «Указателе Радищевского музея в Саратове» под ошибочным названием «Смерть Сократа» упоминался другой рисунок Шевченко — «Александр Македонский проявляет доверие своему врачу Филиппу». Искусствовед Алексей Новицкий включил рисунок «Смерть Сократа» в восьмой том полного собрания сочинений Шевченко (1932), где он был впервые репродуцирован и прокомментирован.

## Сюжет рисунка
На рисунке изображена сцена казни древнегреческого философа Сократа. Он был приговорён к смерти судом за «опасную для афинской демократии деятельность». Хотя друзья предлагали ему сбежать, философ решил принять наказание и выпить яд, изготовленный из цикуты. Последние часы жизни философ провёл в тюрьме, окружённый своими учениками. Исследователь Дмитрий Степовик относит «Смерть Сократа» к серии из пяти рисунков Шевченко, изображающих смерть известных исторических персонажей. Литературовед Станислав Росовецкий связывал тематику смерти в этих рисунках Шевченко с «юношеским влечением к Танатосу», вызванным депрессией художника из-за длительных отсрочек по его выкупу из крепостных.
Рисунок написан в академическом стиле, однако в нём художник отходит от стандартного плоскостного построения планов и строит композицию диагонально к краю листа. Шевченко изобразил Сократа, читающего последнюю речь ученикам, держа в левой руке бокал с ядом. Правая же рука философа поднята вверх, будто бы подтверждая этим жестом сказанное. Исследователи отмечают работу со светом, Шевченко мастерски использовал сразу три его источника: открытые двери, зарешеченные окна и светильник. Благодаря этому центральная часть рисунка хорошо освещена, выделяя фигуру Сократа. Дмитрий Степовик обращал внимание на хорошую работу над переходами от света к тени, Шевченко использовал как плавные, так и резкие соединения. Хотя на рисунке изображено много движений и драматизма, фигуры остаются сухими. По сравнению с другими историческими рисунками Шевченко, работе художника характерна большая уверенность в рисовке и группировке фигур. Этот рисунок считается наиболее совершенным из всех исторических композиций художника, своеобразным итогом в работе над традиционными академическими композициями на историческую тему.
По мнению искусствоведа Николая Бурачека, рисунок мог быть перерисован с гравюр находившихся в коллекции Василия Ширяева. Шевченковед Ирина Вериковская указывала, что в 1836 году на Академической выставке экспонировалась одноимённая картина художника Петра Шамшина.
Кроме рисунка, Шевченко неоднократно обращался к образу Сократа в своих поэтических и прозаических произведениях. Его имя содержится в черновых вариантах поэмы «Княжна», в стихотворении «N. N. (О думи мої! О славо злая!)» поэт называет философа «греком добрым». В повести «Капитанша» автор вспоминает Сократа как натурального мудреца, а в повести «Художник» вспоминает несчастливую семейную жизнь философа.

## Участие в выставках
Выставки, на которых экспонировался рисунок:
- Выставка собраний А. Ф. Онегина. Ленинград. 1930
- Шевченковская выставка. Харьков. 1930
- Юбилейная Шевченковская выставка. Киев — Москва. 1964